# Минезингер
Мѝнезингер (на немски: Minnesänger; от Minne – „любов“ и Sänger – „певец“) е човек, най-често - рицар, изявяващ се като поет и певец, предимно съставяйки и изпълнявайки любовна лирика, в традициите на куртоазната любов. Жанрът, в който творят се нарича „минезанг”.
Изкуството на минезанга се заражда в земите на днешна Германия през XII век, под въздействие на това на трубадурите (Прованс) и труверите (Северна Франция). Песните си минезингерите изпълняват, като авторската поезия, изпълнявана под съпровода на музикален инструмент. Това изкуство се превръща в естетическо удовлетворение и неизменен елемент от живота на средновековната аристокрация. Обикновено песните на минезингерите са повлияни от народния епос и по-рядко – от църковната музика.

## Рицари и певци
Малка част от творчеството на минезингерите е запазено до наши дни (21. век). Най-известни поети са Хартман фон Ауе, Волфрам фон Ешенбах, Валтер фон дер Фогелвайде, Танхойзер, Освалд фон Волкенщайн и др. 
Интересна картина за нравите на минезингерите дава композиторът Рихард Вагнер в оперите си „Танхойзер и състезанието на певците във Вартбург“ (1845) и „Нюрнбергските майстори певци“ (1867), в които един от героите е Волфрам фон Ешенбах. 
Нерядко минезингерите се състезават сред стените на средновековни замъци, като Вартбург в Тюрингия, и демонстрират своето умение да изплитат най-изискани строфи с най-покъртително съдържание.

## Предписания и изкушения
Според църковните и дворцови предписания на онази епоха чувствената любов се смята за порок. Но с времето минезингерите започват да нарушават дворцовия етикет и да пеят за плътските радости на любовта. Сред тях особено се откроява Найдхарт фон Ройентал, който използва често грубовати мотиви от простолюдния бит и така създал жанра „дворцово-селска поезия“, силно предпочитан от изкушените в словото немски благородници от Късното Средновековие. Интересно е, че името му крие една закачлива двусмислица – на старонемски диалект то означава „Лукавият от долината на скръбта“.

## Градски минезанг
С времето възниква и специфичен градски минезанг, чийто голям майстор става швейцарецът Йоханес Хадлауб. В игриви строфи той възпява годишните времена, женската красота и виното и затрогва слушателите си с непринудени и сладостни описания на собствените си страсти и неволи.
Немската поезия на минезанга е представена най-пълно и илюстрирана с миниатюри в Големия Хайделбергски песенник или Манески кодекс (Codex Manesse), създаден ок. 1300 г.

## Минезингери в Манеския кодекс
- Рудолф фон Фенис
- Хайнрих фон Фелдеке
- Готфрид фон Найфен
- Един от Кюренберг
- Дитмар от Айст
- Хайнрих фон Морунген
- Райнмар фон Хагенау
- Фридрих фон Хаузен
- Хартман фон Ауе
- Волфрам фон Ешенбах
- Валтер фон дер Фогелвайде
- Найдхарт фон Ройентал
- Танхойзер
- Йоханес Хадлауб
- Хайнрих фон Майсен